# Сражение при Мудки
Сражение при Мудки (англ. Battle of Mudki) — битва между войсками британской Ост-Индской компании и сикхской армией, произошедшая 18 декабря 1845 года в Пенджабе, у местечка Мудки, во время первой англо-сикхской войны.

## История
После того, как 30-тысячная сикхская армия пересекла реку Сатледж, она в течение шести дней отдыхала в разбитом сикхами военном лагере. 17 декабря 1845 года военачальники сикхов, Тадж Сингх и Лал Сингх, получили известие о том, что британские войска на следующий день должны подойти к местечку Мудки, лежащем в 20 милях юго-восточнее Фирозпура. Согласно донесениям разведчиков, 11 тысяч англичан и воюющих на их стороне туземных наёмников будут после длительного перехода утомлены и мало способны к обороне. Поэтому Тадж Сингх и Лал Сингх заключили выставить против британцев лишь часть своих сил — кавалерийскую бригаду численностью в 8 — 10 тысяч человек, менее 2 тысяч пехотинцев и 22 пушки.
18 декабря 1845 года командующий британскими войсками генерал Хью Гоф узнал о приближении сикхской армии. В связи с этим он приказал своим частям развернуться и приготовиться к бою так, что на флангах расположилась пехота, а в центре фронта заняла место артиллерия. Слева и справа от пехоты стали кавалерийские части, за ними расположились остатки пехоты, построенные колоннами. Генерал также оставил в своём распоряжении небольшой резерв. Построив так войска, Гоф повёл их вперёд. Пройдя 2,5 километра, англичане попали под интенсивный огонь сикхской артиллерии, но продолжали движение вперёд. После того, как англичан атаковала сикхская кавалерия, генерал бросил против неё своих всадников, и вывел из тыла колонны пехотинцев, развернув их в линию. Лал Сингх повёл своих воинов в атаку, однако затем отступил и утратил командование. Несмотря на то, что сикхская пехота была малочисленнее и слабее английской, она продолжала сопротивление и вела бой. Лишь после того, как сикхская кавалерия потерпела поражение и отступила, обнажив фланги своей пехоты, ушли с поля боя, отойдя на 8 километров и сохраняя боевой порядок, и сикские пехотинцы. Сражение при Мудки закончилось лишь с наступлением темноты победой англичан.

## Итоги сражения
Потери англичан составили 872 человека убитыми и ранеными. Среди погибших были генералы: герой афганской войны, сэр Роберт Генри Сейл и Джон Маккаскилл. Потери сикхов неизвестны, но вряд ли намного превышали британские. Англичане после этого сражения соединились с войсками генерала Джона Литтлера, находившимися в осаждённом Фирозпуре. Через три дня после битвы при Мудки произошло кровопролитное сражение при Фирозшахе.

## Дополнения
- сражение при Мудки на www.britishbattles.com (на английском языке)